# Титков, Александр Евгеньевич
Александр Евгеньевич Титков (род. 19 января 1971 года в Краснодаре, РСФСР) — российский литературный критик и журналист.

## Учёба
Окончив среднюю школу № 1 города Георгиевска поступил на биологический факультет Кубанского государственного университета. Позднее окончил с отличием Литературный институт им. А. М. Горького.

## Публикации
Публикуется с 1990-х годов. Как журналист сотрудничал с такими изданиями как «Комсомольская правда», «Общая газета», «Наша версия», «Лимонка». Как литературный критик печатается в газетах «Литературная газета, «Литературная Россия»», «НГ exlibris»; журналах «Литературная учеба» и «Мир Севера». Как переводчик публиковался в газетах «Книжное обозрение» (перевод стихотворения Р.Киплинга «Cities and Thrones and Powers»), «Лимонка» (вольный перевод Футуристического манифеста Ф. Т. Маринетти).

### Книжные публикации
Коллективные сборники:
- «Окопная правда чеченской войны»
- «Чукотская литература»
- «Эскимосская литература»
- «Юкагирская литература»

## Награды
Награждён ректоратом Литературного института имени А. М. Горького памятной медалью «75 лет Литературному институту имени Горького».